# Snabbstål

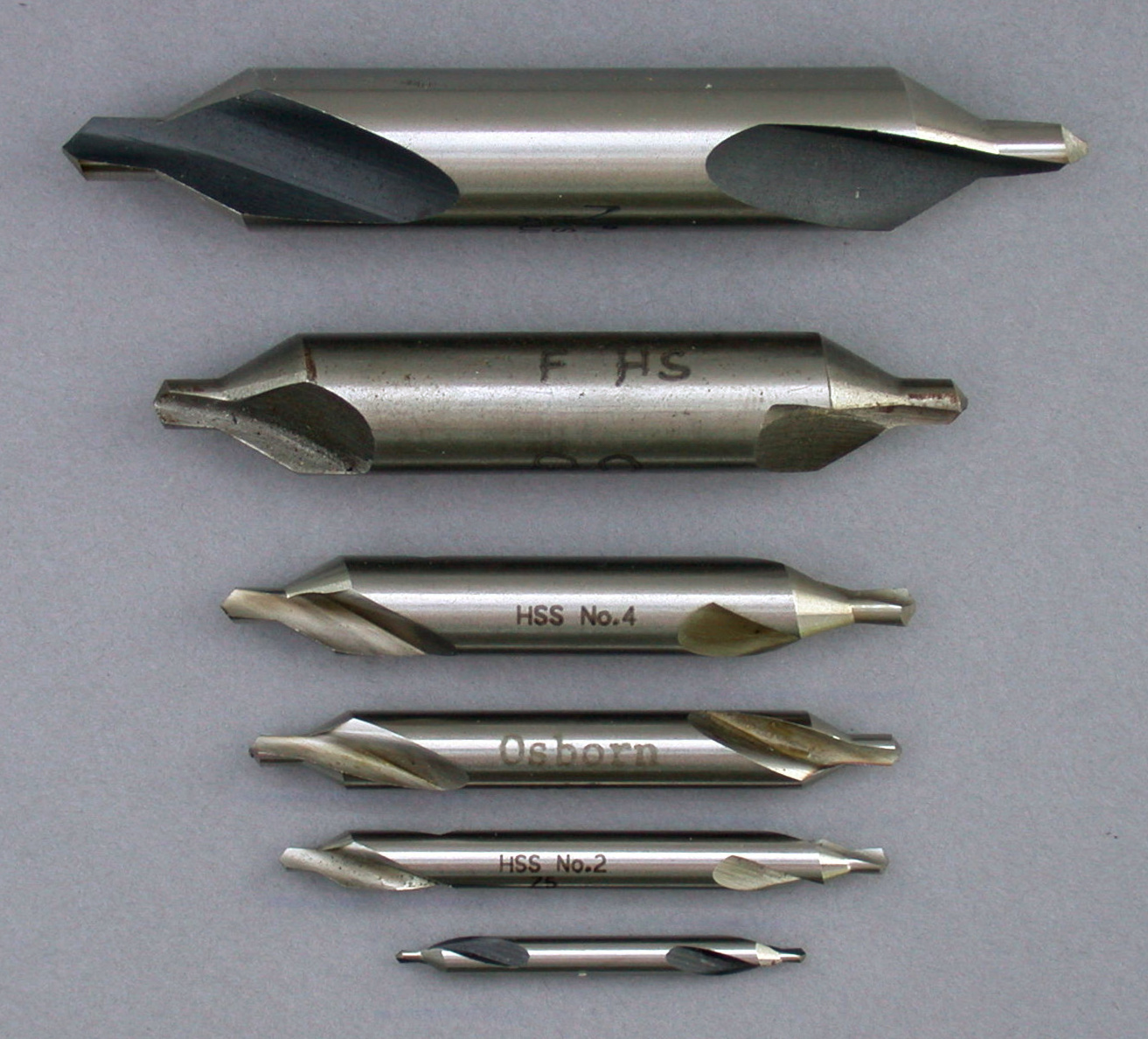
Dubbhålsborr i snabbstål.

Snabbstål, även kallat snabbsvarvstål och HSS (High speed steel), är stål med mycket goda skäregenskaper vid svarvning eller fräsning i höga hastigheter då stor friktionsvärme utvecklas.
Snabbstål kännetecknas av att det behåller sin hårdhet upp till 600 °C. Detta uppnås genom en hög halt av legeringsämnena volfram, krom, molybden och vanadin som alla binds kemiskt till kolet och bildar karbider, samt kobolt som gör stålet mer elastiskt och värmebeständigt. Snabbstål lämpar sig bra till bearbetande verktyg, exempelvis svarvstål, fräsar, borrar, gängtappar, gängsnitt och brotschar.
Snabbstålet utvecklades gradvis. År 1868 tog Robert Forester Mushet fram ett stål med 2% kol, 2,5% mangan, 7 % volfram och resten järn. År 1894 tog Fredrik Winslow Taylor fram ett stål med 2% kol, 1% kisel, 0,5% mangan, 5% volfram och resten järn. År 1900 ändrade Taylor, tillsammans med Maunsel White, sammansättningen till 1,85% kol, 0,15% kisel, 0,30% mangan , 7,8% krom, 8% volfram och resten järn. Detta stål ställdes ut på världsutställningen i Paris år 1900 och blev snabbt världsberömt, och kom att ersätta kolstål vid svarvning. År 1908 ändrade Taylor och White sammansättningen till 4% krom, 18% volfram, 1% vanadin 0,75% kol, resten järn.  År 1913 kom nästa steg i utvecklingen där en tillsats av 5-10% kobolt förbättrade egenskaperna. Under 1930-talet kom snabbstål med en tillsats av 3-10% molybden ut i marknaden.
Vid sekelskiftet 1900 hade snabbstålet kommit att tränga ut kolstålet, som innan användes för denna typ av verktyg.  Under 1980- och 1990-talen har dock snabbstål i sin tur delvis ersatts av hårdmetall, som är en pulvermetallurgisk produkt.